# Irlbachia poeppigii
Irlbachia poeppigii är en gentianaväxtart som först beskrevs av Grisebach, och fick sitt nu gällande namn av L. Cobb och P.J.M. Maas. Irlbachia poeppigii ingår i släktet Irlbachia och familjen gentianaväxter. Inga underarter finns listade i Catalogue of Life.